# Julián Campo
Pour les articles homonymes, voir Campo, Sainz et Rozas.
Ne doit pas être confondu avec Julien Campo.
Campo  Sainz de Rozas est un nom espagnol. Le premier nom de famille, en général paternel, est Campo ; le second, en général maternel, souvent omis, est Sainz de Rozas.
Julián Campo Sainz de Rozas (/xuˈljãŋ ˈkãmpo ˈsai̯nð ðe ˈroθas/), né le 19 juin 1938 à Getxo (Biscaye), est un homme politique espagnol membre du Parti socialiste ouvrier espagnol (PSOE).
Il étudie à l'université complutense de Madrid et travaille au milieu des années 1960 dans le secteur privé en Amérique latine. Il devient inspecteur des Finances en 1968 et occupe diverses responsabilités au sein de l'administration. Il adhère au PSOE en 1974 et travaille sur les dossiers liés aux finances publiques.
Après les élections générales de 1982, il est nommé ministre des Travaux publics et de l'Urbanisme, où il fait adopter plusieurs plans pluriannuels. Membre du groupe des ministres marxistes et régulièrement opposé au ministre de l'Économie Miguel Boyer, social-démocrate, il est débarqué lors du remaniement de 1985.
Il est élu député de Madrid en 1986 et prend la présidence de la commission de l'Industrie. Il quitte le Congrès des députés au bout de trois mois pour intégrer le conseil d'administration de la Banque d'Espagne, où il siège jusqu'en 1990. Il retour ensuite dans le secteur privé.

## Vie personnelle
Julián Campo Sainz de Rozas naît le 19 juin 1938 à Getxo, dans le quartier de Las Arenas, en Biscaye. Issu d'une famille originaire de Cantabrie, il est marié avec Pilar Llopis Senante, cousine de l'ancien secrétaire général du PSOE, Rodolfo Llopis,.

## Formation d'économiste
Julián Campo étudie les sciences économiques à l'université complutense de Madrid et devient en 1964 ingénieur industriel. À la suite de ses études, il quitte l'Espagne franquiste et s'installe en Amérique latine : il travaille dans le domaine de l'expertise-conseil au Guatemala et au Salvador. Il retourne dans son pays natal en 1968 et passe avec succès le concours d'inspecteur des Finances,.
Au cours de sa carrière administrative, il est sous-directeur de l'Institut des études fiscales, puis conseiller économique de l'ambassade espagnole aux États-Unis auprès de José Lladó à partir de 1980. Il revient sur le sol espagnol à l'été 1982 pour occuper le poste de directeur de l'École financière et fiscale du ministère des Finances,.

## Engagement politique

### Débuts
Julián Campo commence par militer au sein du Front de libération populaire (es) (FELIPE), puis rejoint le Parti socialiste ouvrier espagnol (PSOE) en 1974. Le 15 décembre 1978, il participe avec Miguel Boyer, Enrique Barón, Ciriaco de Vicente et Jaime Aymerich à l'exposé de la position du PSOE sur le projet de loi de finances de l'État et de la Sécurité sociale pour 1979, qui promeut une forte hausse des dépenses publiques, établissant le déficit budgétaire à 1,5 % du produit intérieur brut, ce que les socialistes jugent convenables par rapport à la moyenne de l'Organisation de coopération et de développement économiques (OCDE).
Pour les élections générales anticipées du 28 octobre 1982, il prépare avec Enrique Barón et Carmen Vergara le projet du Parti socialiste dans le domaine du secteur public. Les propositions du PSOE consistent notamment en une transformation de la structure du budget de l'État, une réforme fiscale et la création d'organismes de contrôle des entreprises publique rendant eux-mêmes compte aux Cortes Generales. Après le scrutin que le PSOE remporte, il participe aux côtés de Francisco Fernández Marugán à la commission qui négocie les transferts de pouvoirs avec le ministre des Finances Jaime García Añoveros et est alors pressenti comme futur secrétaire d'État aux Finances
.

### Ministre des Travaux publics
À la fin du mois de novembre 1982, le nom de Julián Campo est pourtant évoqué pour prendre la direction du ministère des Travaux publics et de l'Urbanisme, avec Enrique Barón et Miguel Ángel Fernández Ordóñez,. Effectivement choisi pour ce poste, Julián Campo est assermenté avec l'ensemble du premier gouvernement de Felipe González au palais de la Zarzuela, devant le roi Juan Carlos Ier, le 3 décembre. Au sein du cabinet, il appartient à la tendance marxiste, comme Joaquín Almunia, ministre du Travail, et Enrique Barón, ministre des Transports ; opposée aux sociaux-démocrates Miguel Boyer, ministre de l'Économie, Carlos Solchaga, ministre de l'Industrie, et Ernest Lluch, ministre de la Santé.
Tout au long de son mandat, Campo s'oppose à Boyer. Il fait adopter, en 1984, le plan général des routes et le plan quadriennal du logement, et fait approuver le plan des travaux publics hydrologiques. Lors du remaniement ministériel du 5 juillet 1985, il est remplacé par Javier Sáenz de Cosculluela.

### Retrait de la politique
Lors du comité fédéral du Parti socialiste 10 mai 1986, Julián Campo est investi candidat aux élections générales anticipées du 22 juin suivant, occupant la septième place sur la liste de la circonscription de Madrid que conduit Felipe González. Au soir du scrutin, les 42,4 % remportés par le PSOE lui accordent 15 sièges sur 33, ce qui permet l'élection de Campo au Congrès des députés. Il devient alors président de la commission de l'Industrie, des Travaux publics et des Services.
Le 31 octobre 1986, le conseil des ministres le nomme membre du conseil d'administration de la Banque d'Espagne, où il prend la succession de Carlos Bustelo. Il est remplacé le 9 mars 1990. Il rejoint ensuite le secteur privé.